# نیوتن، شهرستان کالاهون، میشیگان
نیوتن (به انگلیسی: Newton Township) یک منطقهٔ مسکونی در ایالات متحده آمریکا است که در شهرستان کالهاون، میشیگان واقع شده‌است.
 نیوتن ۹۴٫۲ کیلومتر مربع مساحت و ۲٬۵۵۱ نفر جمعیت دارد و ۲۸۱ متر بالاتر از سطح دریا واقع شده‌است.